# Indagini incrociate
Indagini incrociate è un romanzo della serie dell'ispettore Rebus, scritto da Ian Rankin nel 2004, con il titolo originale di Fleshmarket Close, letteralmente "il mercato della carne", il nome di un viottolo realmente esistente nel centro di Edimburgo.
Il libro è stato tradotto in undici lingue. In italiano è apparso per la prima volta nel 2007.

## Trama[4]
Le indagini si muovono su tre piste, apparentemente non collegate tra loro: l'omicidio brutale di un giornalista curdo, fuggito da un centro di accoglienza che risulterà essere una vera e propria prigione, il ritrovamento di due scheletri nel sottosuolo di un locale di lap dance in quello che viene chiamato il "triangolo pubico" di Edimburgo e la scomparsa della sorella di una ragazza suicidatasi dopo aver subito uno stupro.
Le tre indagini che, apparentemente, non hanno connessioni dirette, convergono fino a svelare una trama sotterranea di violenza xenofoba, traffico e sfruttamento dei clandestini, criminalità organizzata in cui prosperano pornografia e sfruttamento. Come sempre nei romanzi di Rankin, la trama poliziesca viene usata per evidenziare le ingiustizie sociali, i limiti che sembrano rendere impossibile una convivenza nella città che, come dice l'incipit " ha un clima talmente orribile che i deboli soccombono lasciando i forti ad invidarli." 
Il personaggio di Rebus - un misto di ostinazione, orgoglio malinteso e alcolismo latente - è afflitto da una tristezza esistenziale, degna dei grandi musicisti jazz e blues che sono, assieme ad alcool e sigarette, gli unici compagni delle sue notti. Lo riscatta l'affetto, difficile da confessare, per la sua collega, Siobhan Clarke, di vent'anni più giovane di lui ma fortemente attratta dalla testardaggine con cui Rebus tratta le indagini e la sua stessa vita, alla ricerca di un'integrità che gli sfugge.

## Edizioni in italiano
- Ian Rankin, Indagini incrociate: romanzo, traduzione di Anna Rusconi, Longanesi, Milano 2007
- Ian Rankin, Indagini incrociate: romanzo, traduzione di Anna Rusconi, Longanesi, TEA, Milano 2009

## Serie televisiva
Il libro occupa, con il titolo Fleshmarket Close, il secondo episodio della seconda stagione della serie televisiva Rebus, andato in onda il 6 marzo 2006.